# Luis de Molina
Luis de Molina (Cuenca, 1535. – Madrid, 1600. október 12.) spanyol jezsuita gondolkodó. Róla nevezték el a teológiai iskolát, a kegyelemtani rendszert, a molinizmust , amely  igyekszik összeegyeztetni az isteni gondviselés és az emberi szabad akarat látszólagos feszültségét.

## Élete
Nemesi családban született. Tizennyolc éves korában lépett be a jezsuita rendbe. Noviciátusa végeztével a portugáliai Coimbrába küldték filozófiát és teológiát tanulni. 1563-tól Coimbrában a filozófia tanára, 1568-tól az évorai egyetemen a teológia tanára volt. 1590-ben visszavonult szülővárosába, hogy kizárólag írással foglalkozzon. 1600-ban az újonnan nyílt madridi jezsuita kollégiumban elvállalta az erkölcsfilozófiai tanszéket, de fél év múlva meghalt.

## Munkássága
Molina fő műve, amelyet harminc éven át írt, a Concordia liberi arbitrii cum gratiæ donis, divina præscientia, providentia, prædestinatione et reprobatione címet viseli. 1598-ban adták ki Lisszabonban Albert bíboros, Portugália főinkvizitorának, II. Rudolf császár fivérének támogatásával. A mű témája a kegyelem és a szabad akarat összeegyeztetése, a tridenti zsinat tételeinek tudományos alátámasztására tett kísérlet. Formáját illetően a mű Aquinói Szent Tamás Summa Theologiae című művének egyes részeihez írt kommentár. Stílusa nehézkes, a hosszú mondatok és a többszöri ismétlések nehézkessé teszik olvasását.
A Concordia heves vitákat váltott ki a katolikus egyházon belül, és Molinát feljelentették a spanyol inkvizíciónál. Amikor a viták túl messzire mentek, VIII. Kelemen pápa hallgatást parancsolt a vitázóknak, és 1596-ban bekérette az írásokat a Vatikánba. 1598-ban bizottságot hozott létre Molina nézeteinek kivizsgálására. A bizottság éppen Molina halálának napján hozta meg a munkát elítélő döntését.

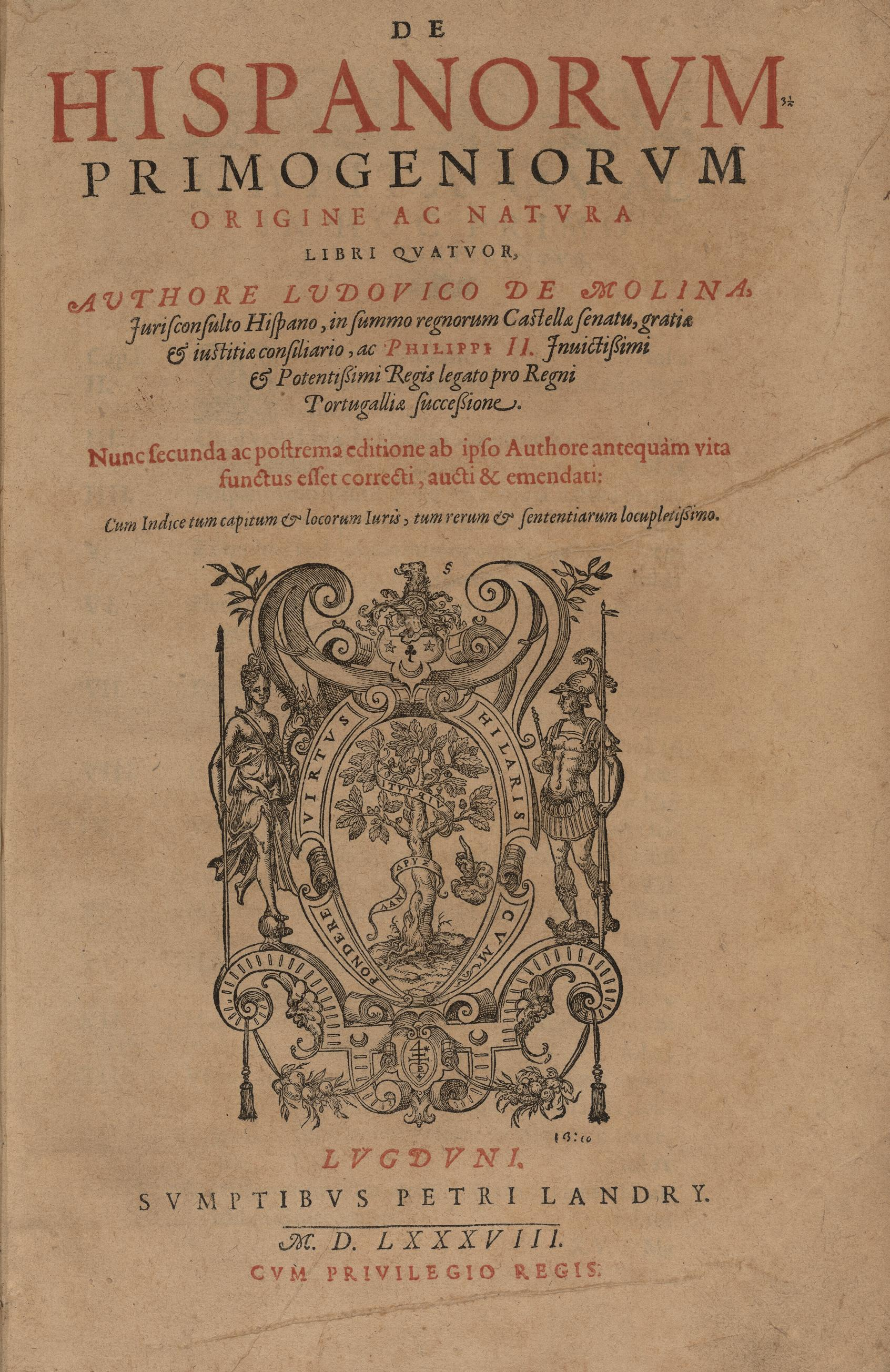
De Hispanorum primogeniorum origine ac natura, 1588
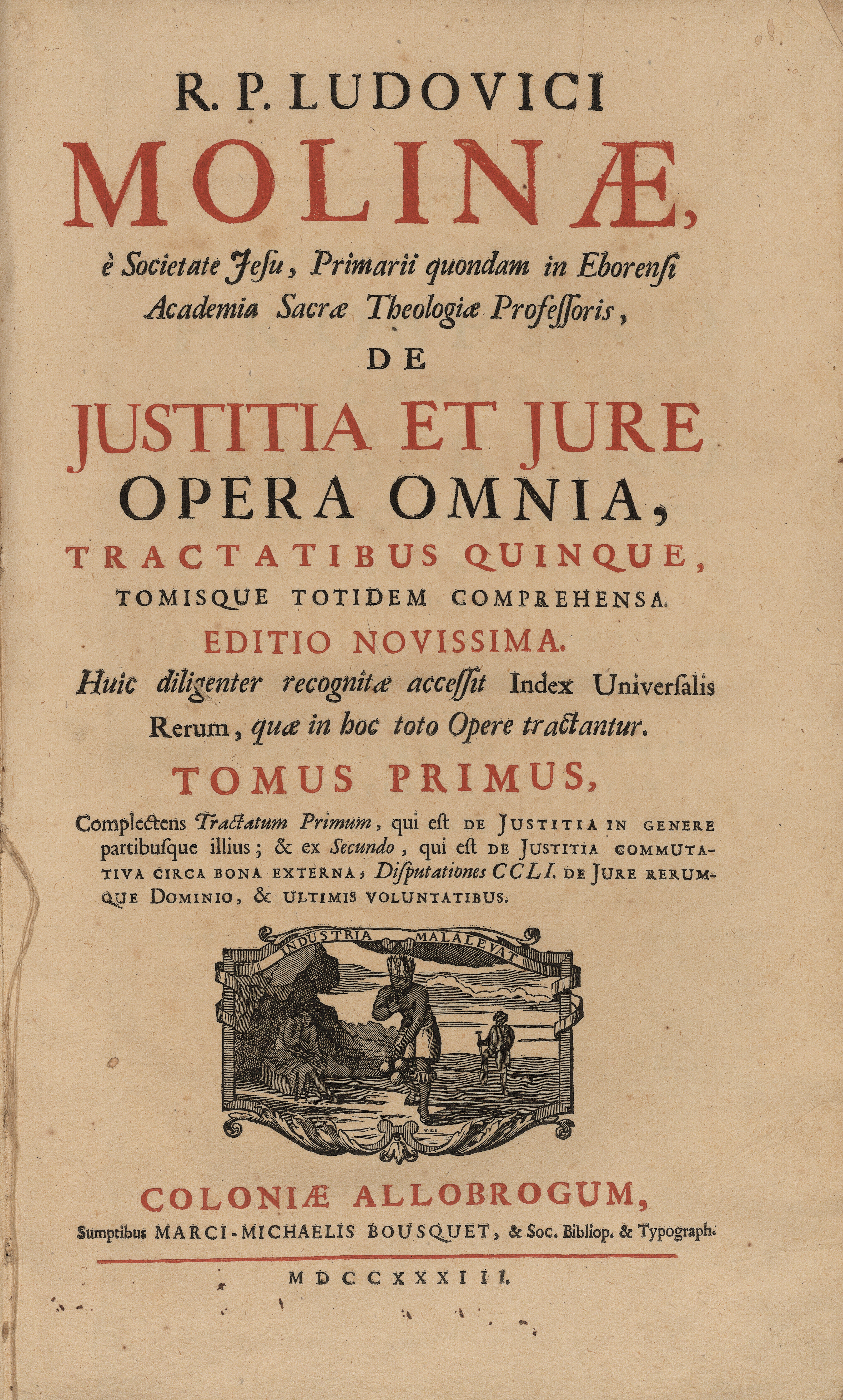
De iustitia et iure, 1733